# Spiss
Spiss är en ort och kommun i distriktet Landeck i förbundslandet Tyrolen i Österrike. Kommunen gränsar i söder och väster mot Schweiz.